# Hypericum beanii
Hypericum beanii är en johannesörtsväxtart som beskrevs av N. Robson. Hypericum beanii ingår i släktet johannesörter, och familjen johannesörtsväxter. Inga underarter finns listade i Catalogue of Life.